# Nicho climático humano
O nicho climático humano é o conjunto de condições climáticas que sustentaram a vida humana e as atividades humanas, como a agricultura, nos últimos milênios no planeta Terra. O nicho climático humano é calculado usando a densidade da população humana em relação à temperatura média anual   . A distribuição calculada indica que há dois modos de temperatura que definem o nicho: um localizado a 12 °C e o outro entre ∼20 e 25 °C . Plantações e gado necessários para sustentar a população humana também são limitados às condições de nicho semelhantes. Dado o aumento das temperaturas globais médias, projeta-se que a população humana experimentará condições climáticas além do nicho climático humano. Algumas projeções mostram que, considerando as mudanças de temperatura e demográficas, 2,0 e 3,7 bilhões de pessoas viverão fora do nicho até 2030 e 2090, respectivamente . 

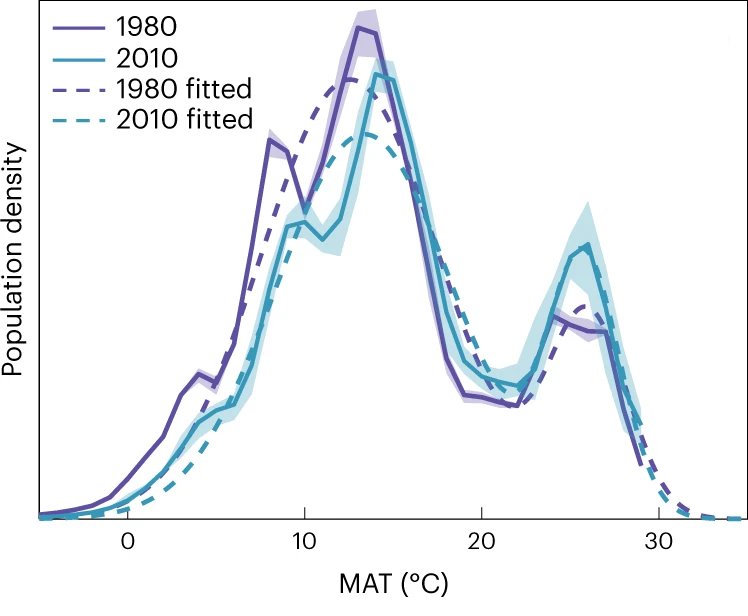
Mudanças na densidade relativa da população humana em relação à temperatura média anual.